# ديف لويد (دراج)
ديف لويد (بالإنجليزية: Dave Lloyd)‏ هو دراج بريطاني، ولد في 12 أكتوبر 1949 في Oswestry ‏ في المملكة المتحدة.

## وصلات خارجية
- ديف لويد على موقع أرشيف الدراجات (الإنجليزية)
- ديف لويد على موقع إحصائيات الدراجات الإحترافية (الإنجليزية)
- ديف لويد على موقع أوليمبيديا (الإنجليزية)
- ديف لويد على موقع اللجنة الأولمبية البريطانية (الإنجليزية)